# ميكي فين
ميكي فين (بالإنجليزية: Micky Finn)‏ (1 مايو 1954 بليفربول في المملكة المتحدة - ) هو لاعب كرة قدم بريطاني في مركز حراسة المرمى. لعب مع نادي أكرينغتون ستانلي ونادي بيرنلي.

## وصلات خارجية
- ميكي فين على موقع قاعدة بيانات كرة القدم.إي يو (الإنجليزية)